# Plouénan
Plouénan (tiếng Breton: Plouenan) là một xã của tỉnh Finistère, thuộc vùng Bretagne, miền tây bắc Pháp.

## Dân số
Người dân ở Plouénan được gọi là Plouénanais.